# Юг Тихого океана
О фильме 1958 года см. Юг Тихого океана (фильм), о фильме 2001 года см. Тихоокеанская история (фильм).
«Юг Тихого океана» (англ. South Pacific) — мюзикл, созданный Ричардом Роджерсом и Оскаром Хаммерстайном по мотивам романа Джеймса Миченера «Тихоокеанская история» (1948). Либретто было написано Хаммерстайном в сотрудничестве с Джошуа Логаном. В центре сюжета находится вопрос расовой дискриминации.
Премьера мюзикла состоялась на Бродвее в 1949 году. «Юг Тихого океана» сразу завоевал широкую популярность и был номинирован на десять премий «Тони» и выиграла во всех категориях, включая премии «Тони» за лучшую музыку, за лучший мюзикл и за лучшее либретто. Многие песни впоследствии стали очень известными: «Bali Ha'i», «I'm Gonna Wash That Man Right Outta My Hair», «Some Enchanted Evening», «Happy Talk», «Younger than Springtime», «I'm in Love with a Wonderful Guy». С 1950 по 1955 год в США состоялся национальный тур мюзикла, который за пять лет был поставлен в 118 городах. Роль Нелли Форбуш в этих постановках исполняла американская актриса Джанет Блэр. В 1958 году был снят одноимённый фильм. Главные роли исполнили Россано Брацци и Митци Гейнор. Роль Лиат в бродвейской постановке и в лондонском турне сыграла Бетта Сент Джон.
Версия «Юга» 2008 года была объявлена лучшей новой постановкой классического мюзикла и удостоена наград за лучшую режиссуру, исполнение главной мужской роли и за работу художника по костюмам, свет и звук.

## Сюжет
На острове в южной части Тихого океана во время Второй мировой войны, играют двое меланезийских детей. Нэлли Форбуш (англ. Nellie Forbush), наивная медсестра из военно-морских сил США, влюбилась в Эмиля де Бека, пожилого француза-плантатора, хотя они едва знакомы. Её чувства взаимны, но герои пока не признались друг другу в любви. Наконец, Эмиль признается Нелли, вспоминая их первую встречу в танцевальном клубе офицеров и тот факт, что их сразу же потянуло друг к другу. Нелли, обещая подумать об их отношениях, возвращается в госпиталь. Эмиль зовёт Нгану и Джерома, демонстрируя зрителям, что они на самом деле являются его детьми. Нелли об этом не знает.
Между тем, американские моряки во главе с Лютером Биллисом (англ. Luther Billis), страдают от отсутствия женщин, которые могли бы развеять скуку. Все медсестры на флоте являются офицерами, а потому недоступны для солдат. Других же женщин на острове нет, кроме торговки родом из Бакбо по прозвищу «Кровавая Мэри», поэтому Биллис мечтает попасть на близлежащий остров Бали Хай, закрытый для солдат.

## Список песен
| Акт I - Overture — оркестр - Dites-Moi — Нгана и Джером - A Cockeyed Optimist — Нелли - Twin Soliloquies — Нелли и Эмиль - Some Enchanted Evening — Эмиль - Dites-Moi (Reprise) — Нгана и Джером - Bloody Mary — моряки и др. - There Is Nothing Like a Dame — моряки и др. - Bali Ha'i — Кровавая Мэри и др. - I'm Gonna Wash That Man Right Outa My Hair — Нелли и сёстры - Some Enchanted Evening (Reprise) — Нелли и Эмиль - I'm in Love with a Wonderful Guy — Нелли и сёстры - Bali Ha’i (Reprise) — француженки - Younger Than Springtime — Кейбл - Bali Ha’i (Reprise) — француженка - A Wonderful Guy (Reprise) — Нелли и Эмиль - Twin Soliloquies (Reprise) — Нелли и Эмиль - A Cockeyed Optimist (Reprise) — Нелли и Эмиль - I'm Gonna Wash That Man Right Outta My Hair (reprise) — Эмиль - Finale: Act I (Some Enchanted Evening) — Эмиль | Акт II - Entr’acte — оркестр - Happy Talk — Кровавая Мэри - Younger Than Springtime (Reprise) — Кейбл - Honey Bun — Нелли и др. - You've Got to Be Carefully Taught — Кейбл - This Nearly Was Mine — Эмиль - A Wonderful Guy (Reprise) — сёстры - Some Enchanted Evening (Reprise) — Нелли - Honey Bun (Reprise) — моряки и др. - Finale (Dites-Moi) — Нелли, Нгана, Джером, Эмиль |